# 徳田亮真
徳田 亮真（とくだ りょうま、1990年3月7日 - ）は、日本のラグビー選手。

## プロフィール
- 大阪府出身[1]。
- ポジションはロック(LO)。
- 身長 188cm、体重 103kg
- ニックネームはトク、トクちゃん。

## 略歴
中学からラグビーを始めた。
2008年、東大阪大学柏原高校卒業後、三菱重工相模原ダイナボアーズに加入。
2020年5月22日、相模原協同病院（相模原市）にマスク5,000枚を寄付。
2024年5月、16シーズン在籍した三菱重工相模原ダイナボアーズを退団。